# Eurovision Song Contest 1975
Il ventesimo Gran Premio Eurovisione della Canzone si tenne a Stoccolma (Svezia) il 22 marzo 1975.

## Storia
Nel 1975 tutti i diciassette paesi dell'anno precedente parteciparono al concorso con il ritorno di Francia e Malta e con l'entrata della Turchia, che si piazzò all'ultimo posto. Tuttavia, per ragioni poco chiare, la Grecia decise di ritirarsi poco prima del concorso e questo portò il numero di paesi a 19. 
Il numero di giurati di ogni giuria nazionale fu aumentato a undici e questi avrebbero potuto assegnare da 1 a 5 punti per canzone. Durante il concorso, invece, il sistema di voto venne ulteriormente cambiato, risultando alla fine quello tuttora in vigore: la canzone con il maggior numero di voti avrebbe ottenuto 12 punti, 10 punti alla seconda, 8 punti alla terza e così via sino a un punto per l'ultima.  
I Paesi Bassi vinsero, per la quarta volta, il “Gran Premio” con la canzone Ding a Dong interpretata dal gruppo Teach-In. Al secondo posto il Regno Unito, con il brano Let me be the one interpretato dagli Shadows, che divenne un grande successo in molti paesi europei. Wess e Dori Ghezzi rappresentarono l'Italia e, con il brano Era, ottennero un lusinghiero terzo posto. Joy Fleming, rappresentante della Germania Ovest, si classificò solo diciassettesima, ma la sua canzone divenne una hit internazionale.

## Stati partecipanti

Stati partecipanti
Paesi che hanno partecipato in passato ma non nel 1975

Stati partecipanti
     Paesi che hanno partecipato in passato ma non nel 1975
| Stato                  | Artista            | Brano                          | Lingua            | Processo di selezione                                                           |
| ---------------------- | ------------------ | ------------------------------ | ----------------- | ------------------------------------------------------------------------------- |
| Belgio                 | Ann Christy        | Gelukkig zijn                  | Olandese, Inglese | Eurosong 1975, 1º marzo 1975                                                    |
| Finlandia              | Pihasoittajat      | Old Man Fiddle                 | Inglese           | Euroviisukarsinta 1975, 8 febbraio 1975                                         |
| Francia                | Nicole Rieu        | Et bonjour à toi l'artiste     | Francese          | Interno                                                                         |
| Germania               | Joy Fleming        | Ein Lied kann eine Brücke sein | Tedesco, Inglese  | Vorentscheid 1975 (Ein Lied für Stockholm), 3 febbraio 1975                     |
| Irlanda                | The Swarbriggs     | That's What Friends Are For    | Inglese           | Interno per l'artista; National Song Contest 1975 per il brano, 9 febbraio 1975 |
| Israele                | Shlomo Artzi       | At Ve'Ani                      | Ebraico           | Interno                                                                         |
| Italia                 | Wess & Dori Ghezzi | Era                            | Italiano          | Canzonissima 1974 per l'artista, 6 gennaio 1975; Scelta interna per il brano    |
| Jugoslavia             | Pepel in Kri       | Dan ljubezni                   | Sloveno           | Opatija Festival 1975                                                           |
| Lussemburgo            | Géraldine          | Toi                            | Francese          | Interno                                                                         |
| Malta                  | Renato             | Singing This Song              | Inglese           | Malta Song for Europe 1975                                                      |
| Norvegia               | Ellen Nikolaysen   | Touch My Life                  | Inglese           | Melodi Grand Prix 1975, 25 gennaio 1975                                         |
| Paesi Bassi            | Teach-In           | Ding-a-dong                    | Inglese           | Nationaal Songfestival 1975, 26 febbraio 1975                                   |
| Portogallo             | Duarte Mendes      | Madrugada                      | Portoghese        | Festival da Canção 1975, 15 febbraio 1975                                       |
| Principato di Monaco   | Sophie             | Une chanson c'est une lettre   | Francese          | Interno                                                                         |
| Regno Unito            | The Shadows        | Let Me Be the One              | Inglese           | Interno per l'artista; A Song for Europe 1975 per il brano, 15 febbraio 1975    |
| Spagna                 | Sergio y Estíbaliz | Tú volverás                    | Spagnolo          | Interno                                                                         |
| Svezia (organizzatore) | Lasse Berghagen    | Jennie, Jennie                 | Inglese           | Melodifestivalen 1975, 15 febbraio 1975                                         |
| Svizzera               | Simone Drexel      | Mikado                         | Tedesco           | Concours Eurovision 1975, 24 gennaio 1975                                       |
| Turchia                | Semiha Yankı       | Seninle Bir Dakika             | Turco             | Finale nazionale                                                                |

## Struttura di voto
Ogni paese premia con dodici, dieci, otto e dal sette all'uno, punti per le proprie dieci canzoni preferite.

## Orchestra
Diretta dai maestri: Alyn Ainsworth (Regno Unito), Francis Bay (Belgio), Juan Carlos Calderón (Spagna), Phil Coulter (Lussemburgo), Carsten Klouman (Norvegia), Peter Jacques (Svizzera), Natale Massara (Italia), Jean Musy (Francia), Pedro Osório (Portogallo), Colman Pearce (Irlanda), Rainer Pietsch (Germania), André Popp (Monaco), Mario Rijavec (Jugoslavia), Ossi Runne (Finlandia), Lars Samuelson (Svezia), Timur Selçuk (Turchia), Eldad Shrem (Israele), Vince Tempera (Malta) e Harry van Hoof (Paesi Bassi).

## Classifica
| N° | Stato          | Cantante           | Canzone                        | Punti | Posizione |
| -- | -------------- | ------------------ | ------------------------------ | ----- | --------- |
| 01 | Paesi Bassi    | Teach-In           | Ding-a-dong                    | 152   | 1         |
| 02 | Irlanda        | The Swarbriggs     | That's What Friends Are For    | 68    | 9         |
| 03 | Francia        | Nicole Rieu        | Et bonjour à toi, l'artiste    | 91    | 4         |
| 04 | Germania Ovest | Joy Fleming        | Ein Lied kann eine Brücke sein | 15    | 17        |
| 05 | Lussemburgo    | Géraldine          | Toi                            | 84    | 5         |
| 06 | Norvegia       | Ellen Nikolaysen   | Touch My Life With Summer      | 11    | 18        |
| 07 | Svizzera       | Simone Drexel      | Mikado                         | 77    | 6         |
| 08 | Jugoslavia     | Pepel in Kri       | Dan ljubezni                   | 22    | 13        |
| 09 | Regno Unito    | The Shadows        | Let Me Be the One              | 138   | 2         |
| 10 | Malta          | Renato             | Singing This Song              | 32    | 12        |
| 11 | Belgio         | Ann Christy        | Gelukkig zijn                  | 17    | 15        |
| 12 | Israele        | Shlomo Artzi       | At va-'ani                     | 40    | 11        |
| 13 | Turchia        | Semiha Yanki       | Seninle bir dakika             | 3     | 19        |
| 14 | Monaco         | Sophie             | Une chanson c'est une lettre   | 22    | 13        |
| 15 | Finlandia      | Pihasoittajat      | Old Man Fiddle                 | 74    | 7         |
| 16 | Portogallo     | Duarte Mendes      | Madrugada                      | 16    | 16        |
| 17 | Spagna         | Sergio y Estíbaliz | Tú volverás                    | 53    | 10        |
| 18 | Svezia         | Lasse Berghagen    | Jennie, Jennie                 | 72    | 8         |
| 19 | Italia         | Wess & Dori Ghezzi | Era                            | 115   | 3         |

12 punti
| N. | A           | Da                                                     |
| -- | ----------- | ------------------------------------------------------ |
| 6  | Paesi Bassi | Israele, Malta, Norvegia, Spagna, Svezia, Regno Unito  |
| 4  | Regno Unito | Francia, Lussemburgo, Jugoslavia, Principato di Monaco |
| 2  | Finlandia   | Germania, Svizzera                                     |
| 2  | Francia     | Irlanda, Portogallo                                    |
| 1  | Irlanda     | Belgio                                                 |
| 1  | Italia      | Finlandia                                              |
| 1  | Lussemburgo | Paesi Bassi                                            |
| 1  | Portogallo  | Turchia                                                |
| 1  | Svizzera    | Italia                                                 |